# Mosquée Et'hem Bey
La mosquée Et'hem Bey (Xhamia e Et'hem Beut) est un des monuments emblématiques de Tirana, capitale et principale agglomération de l'Albanie. Située à proximité de la place Skanderbeg (centre névralgique de la cité), elle est caractéristique de l'architecture ottomane. 
La mosquée, classée monument culturel, est ouverte à la visite en dehors des heures de prières.

## Histoire

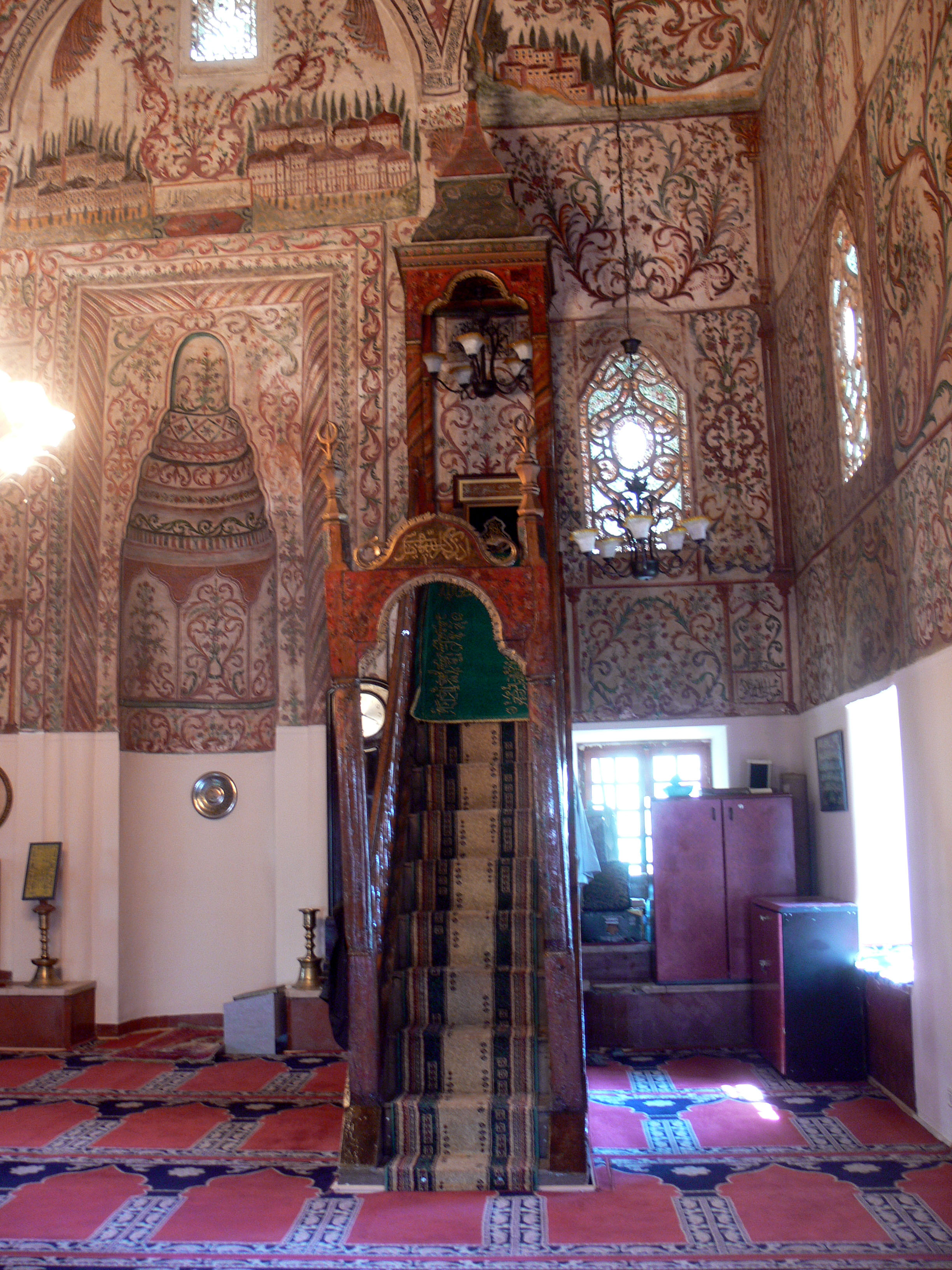
Le minbar, en bois (à droite) et le mirhab (à gauche)

La construction de cet édifice aux formes simples débute en 1794, sous la direction de Mollah Bey d'abord, puis de son fils Et'hem Pacha (Haxhi Et'hem Bej) ensuite. Les travaux se poursuivent jusqu'en 1821. Cette même année, Et'hem Bey entame la construction, à quelques mètres de la mosquée, de la Tour de l'Horloge, qui compte parmi les symboles de la capitale albanaise. 

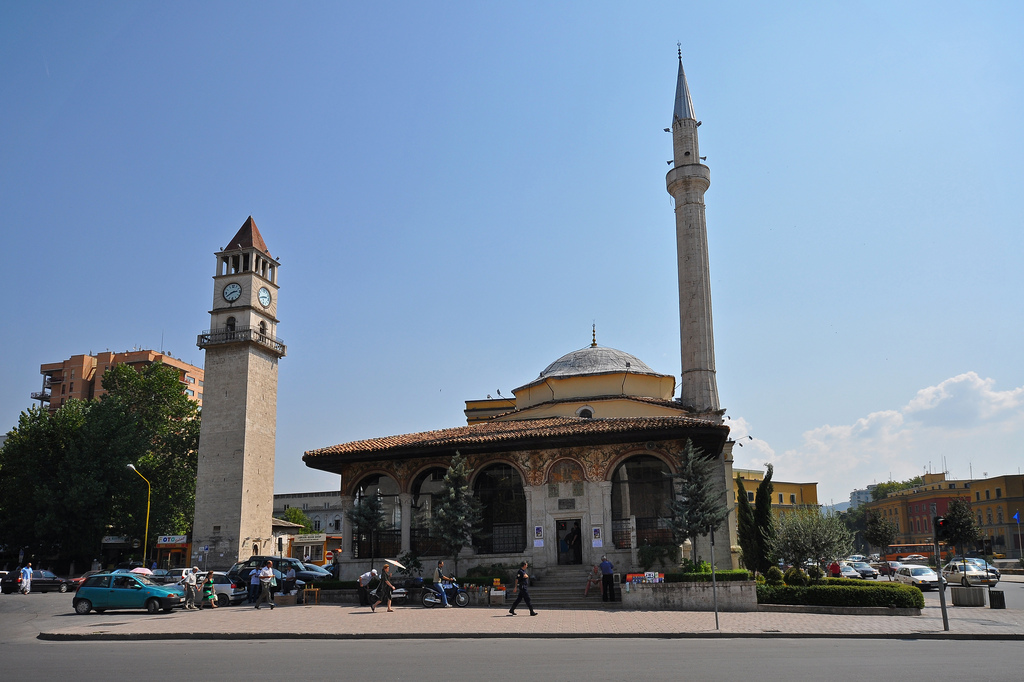
Extérieur de la mosquée et Tour de l'Horloge (à gauche)

La mosquée est fermée au culte pendant la période communiste, le régime d'Enver Hoxha ayant déclaré l'Albanie « Premier état athée au monde ». Tandis que nombre de mosquées et d'églises sont purement et simplement détruites, la mosquée Et'hem Bey doit son salut à son statut de « monument culturel », qui en font un élément important du patrimoine albanais. Le 18 janvier 1991, une foule de près de 10 000 personnes se presse aux abords de la mosquée, en force les portes et se rassemble pour prier. Bien qu'aucune autorisation n'ait été demandée, les autorités ne réagissent pas. Cet acte symbolique prélude au retour à la liberté de culte dans le pays, après plusieurs décennies de répression.
La mosquée Et'hem Bey se compose d'une salle de prière de plan carré, surmontée d'une coupole reposant sur une série d'arches en plein cintre. L'intérieur est entièrement couvert de fresques, aux motifs végétaux, inspirés de l'art islamique turc. La salle de prière est précédée d'un délicat portique, composé de quatorze arches cintrées, placées sur quinze colonnes. Le portique est cantonné d'un minaret effilé, typique du style ottoman. Endommagé pendant la Seconde Guerre mondiale, il a été restauré quelques années plus tard.